# Suuri Ritolampi
Suuri Ritolampi är en sjö i kommunen Jockas i landskapet Södra Savolax i Finland. Arean är 22 hektar och strandlinjen är 3,73 kilometer lång.  Den  ingår i Vuoksens huvudavrinningsområde.  Sjön ligger omkring 45 kilometer öster om S:t Michel och omkring 250 kilometer nordöst om Helsingfors. 
I sjön finns ön Ritosaari. Suuri Ritolampi ligger nordöst om Ahvenjärvi. 